# یاسو ماناکا
یاسو ماناکا (انگلیسی: Yasuo Manaka؛ زادهٔ ۳۱ ژانویهٔ ۱۹۷۱) بازیکن فوتبال اهل ژاپن است.
از باشگاه‌هایی که در آن بازی کرده‌است می‌توان به باشگاه فوتبال یوکوهاما، باشگاه فوتبال سانفریس هیروشیما، باشگاه فوتبال سرزو اوساکا، و باشگاه فوتبال کاشیما آنتلرز اشاره کرد.